# 14e étape du Tour de France 2024
Pour un article plus général, voir Tour de France 2024.
La 14e étape du Tour de France 2024 se déroule le samedi 13 juillet 2024 entre Pau dans les Pyrénées-Atlantiques et la station du Pla d'Adet à Saint-Lary-Soulan dans les Hautes-Pyrénées, sur une distance de 151,9 kilomètres.

## Parcours
La première étape de ce week-end pyrénéen débute par 70 kilomètres sans grande difficulté avant d'aborder la trilogie Tourmalet - Hourquette d'Ancizan - Pla d'Adet où se trouve la ligne d'arrivée soit une quarantaine de kilomètres d'ascensions et de descentes sur les 80 derniers kilomètres. Le col du Tourmalet est escaladé par sa face occidentale depuis Luz-Saint-Sauveur et le sommet (souvenir Jacques-Goddet) se trouve à 62,3 km de l'arrivée. La montée de la Hourquette d'Ancizan se passe en deux temps : une première côte de 4 kilomètres est suivie d'une légère descente d'un kilomètre puis d'une seconde rampe de 3 kilomètres jusqu'au sommet situé à 28,5 km de l'arrivée. L'ascension finale de 10,6 km vers le Pla d'Adet présente une pente moyenne de 7,9 %. Le pied de cette montée est le plus difficile avec un pourcentage moyen supérieur à 10 % pour les trois premiers kilomètres.

## Déroulement de la course
Une importante échappée d'une vingtaine d'hommes prend les devants en début d'étape. Ils sont encore huit pour se disputer le sprint intermédiaire au pied du Tourmalet que Bryan Coquard remporte devant Arnaud De Lie. Un deuxième groupe avec le maillot vert Biniam Girmay et Jasper Philipsen est intercalé entre le groupe de tête et le peloton qui pointe à 3 min 45 s. Une fois le sprint intermédiaire passé, les sprinteurs se relèvent et avant l'ascension du col du Tourmalet, les deux groupes de tête se rejoignent puis se réduisent rapidement dès le début de l'ascension pour ne plus compter que dix unités au sommet où Oier Lazkano passe en tête. 

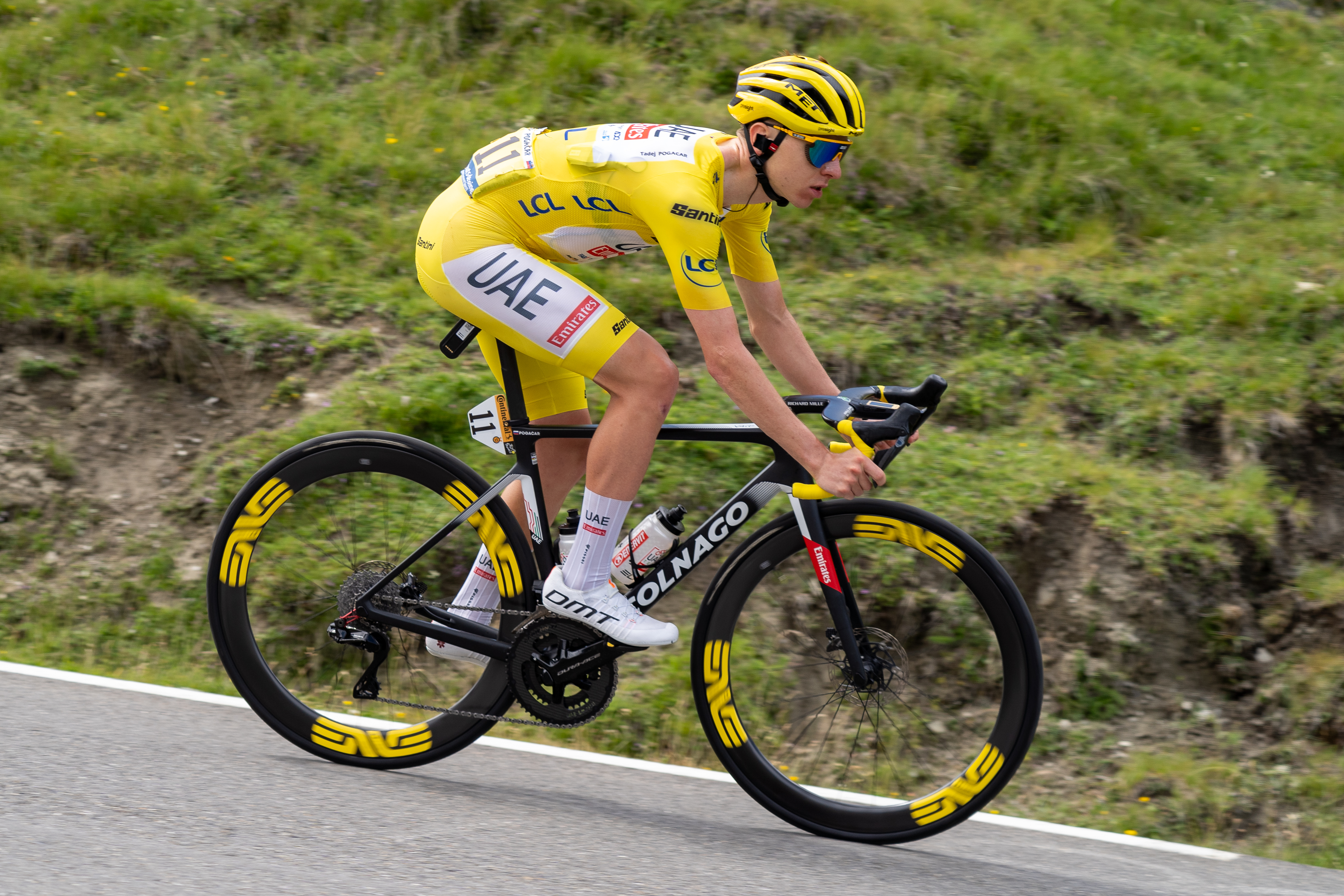
Tadej Pogačar dans la descente du Tourmalet

Au sommet de la Hourquette d'Ancizan, ils ne sont plus que cinq hommes en tête : David Gaudu, premier au sommet, Oier Lazkano, Ben Healy, Michał Kwiatkowski et Louis Meintjes. Leur avantage sur le peloton maillot jaune est tombé à 1 min 25 s. 
Lors de la montée finale vers le Pla d'Adet, Ben Healy s'isole en tête à 9,5 km du sommet mais son avance sur le groupe maillot jaune se réduit fortement. À 7,2 km de l'arrivée, Adam Yates, équipier du maillot jaune Tadej Pogačar, attaque et se rapproche de Healy. À 4,7 km du terme, c'est au tour de Pogačar de placer une vive attaque. Il a tôt fait de revenir et de dépasser Healy et Yates. Derrière le Slovène, Jonas Vingegaard se retrouve seul en chasse devant Remco Evenepoel mais l'écart entre ces trois hommes ne cesse d'augmenter, Tadej Pogačar l'emporte pour la deuxième fois sur ce Tour, consolidant ainsi sa première place au classement général devant Jonas Vingegaard qui précède désormais Remco Evenepoel.

## Résultats
Cette section présente les résultats et prix obtenus au cours de l'étape.

### Classement de l'étape
| Classement de la 14e étape | Classement de la 14e étape | Classement de la 14e étape | Classement de la 14e étape | Classement de la 14e étape |
|                            | Coureur                    | Pays                       | Équipe                     | Temps                      |
| -------------------------- | -------------------------- | -------------------------- | -------------------------- | -------------------------- |
| 1er                        | Tadej Pogačar              | Slovénie                   | UAE Team Emirates          | en 4 h 1 min 51 s          |
| 2e                         | Jonas Vingegaard           | Danemark                   | Team Visma-Lease a Bike    | + 39 s                     |
| 3e                         | Remco Evenepoel            | Belgique                   | Soudal Quick-Step          | + 1 min 10 s               |
| 4e                         | Carlos Rodríguez           | Espagne                    | Ineos Grenadiers           | + 1 min 19 s               |
| 5e                         | Giulio Ciccone             | Italie                     | Lidl-Trek                  | + 1 min 23 s               |
| 6e                         | Santiago Buitrago          | Colombie                   | Bahrain Victorious         | + 1 min 23 s               |
| 7e                         | Adam Yates                 | Royaume-Uni                | UAE Team Emirates          | + 1 min 23 s               |
| 8e                         | Felix Gall                 | Autriche                   | Decathlon-AG2R La Mondiale | + 1 min 26 s               |
| 9e                         | Matteo Jorgenson           | États-Unis                 | Team Visma-Lease a Bike    | + 1 min 29 s               |
| 10e                        | Derek Gee                  | Canada                     | Israel-Premier Tech        | + 1 min 29 s               |
| modifier                   |                            |                            |                            |                            |

### Bonifications en temps
|   | Coureur          | Pays     | Équipe                  | Secondes |
| - | ---------------- | -------- | ----------------------- | -------- |
| 1 | Tadej Pogačar    | Slovénie | UAE Team Emirates       | 10 s     |
| 2 | Jonas Vingegaard | Danemark | Team Visma-Lease a Bike | 6 s      |
| 3 | Remco Evenepoel  | Belgique | Soudal Quick-Step       | 4 s      |

### Points attribués
| Sprint intermédiaire Esquièze-Sère (km 70,2) | Sprint intermédiaire Esquièze-Sère (km 70,2) | Sprint intermédiaire Esquièze-Sère (km 70,2) | Sprint intermédiaire Esquièze-Sère (km 70,2) | Sprint intermédiaire Esquièze-Sère (km 70,2) |
| -------------------------------------------- | -------------------------------------------- | -------------------------------------------- | -------------------------------------------- | -------------------------------------------- |
|                                              | Coureur                                      | Pays                                         | Équipe                                       | Point(s)                                     |
| 1er                                          | Bryan Coquard                                | France                                       | Cofidis                                      | 20                                           |
| 2e                                           | Arnaud De Lie                                | Belgique                                     | Lotto Dstny                                  | 17                                           |
| 3e                                           | Oier Lazkano                                 | Espagne                                      | Movistar Team                                | 15                                           |
| 4e                                           | Magnus Cort Nielsen                          | Danemark                                     | Uno-X Mobility                               | 13                                           |
| 5e                                           | Kévin Vauquelin                              | France                                       | Arkéa-B&B Hotels                             | 11                                           |
| 6e                                           | Mathieu van der Poel                         | Pays-Bas                                     | Alpecin-Deceuninck                           | 10                                           |
| 7e                                           | Raúl García Pierna                           | Espagne                                      | Arkéa-B&B Hotels                             | 9                                            |
| 8e                                           | Cédric Beullens                              | Belgique                                     | Lotto Dstny                                  | 8                                            |
| 9e                                           | Biniam Girmay                                | Érythrée                                     | Intermarché-Wanty                            | 7                                            |
| 10e                                          | Jasper Philipsen                             | Belgique                                     | Alpecin-Deceuninck                           | 6                                            |
| 11e                                          | Sean Quinn                                   | États-Unis                                   | EF Education-EasyPost                        | 5                                            |
| 12e                                          | Rui Costa                                    | Portugal                                     | EF Education-EasyPost                        | 4                                            |
| 13e                                          | Louis Meintjes                               | Afrique du Sud                               | Intermarché-Wanty                            | 3                                            |
| 14e                                          | Fabien Grellier                              | France                                       | TotalEnergies                                | 2                                            |
| 15e                                          | Bruno Armirail                               | France                                       | Decathlon-AG2R La Mondiale                   | 1                                            |
| modifier                                     |                                              |                                              |                                              |                                              |

| Arrivée d'étape Saint-Lary-Soulan - Pla d'Adet (km 151,9) | Arrivée d'étape Saint-Lary-Soulan - Pla d'Adet (km 151,9) | Arrivée d'étape Saint-Lary-Soulan - Pla d'Adet (km 151,9) | Arrivée d'étape Saint-Lary-Soulan - Pla d'Adet (km 151,9) | Arrivée d'étape Saint-Lary-Soulan - Pla d'Adet (km 151,9) |
| --------------------------------------------------------- | --------------------------------------------------------- | --------------------------------------------------------- | --------------------------------------------------------- | --------------------------------------------------------- |
|                                                           | Coureur                                                   | Pays                                                      | Équipe                                                    | Point(s)                                                  |
| 1er                                                       | Tadej Pogačar                                             | Slovénie                                                  | UAE Team Emirates                                         | 20                                                        |
| 2e                                                        | Jonas Vingegaard                                          | Danemark                                                  | Team Visma-Lease a Bike                                   | 17                                                        |
| 3e                                                        | Remco Evenepoel                                           | Belgique                                                  | Soudal Quick-Step                                         | 15                                                        |
| 4e                                                        | Carlos Rodríguez                                          | Espagne                                                   | Ineos Grenadiers                                          | 13                                                        |
| 5e                                                        | Giulio Ciccone                                            | Italie                                                    | Lidl-Trek                                                 | 11                                                        |
| 6e                                                        | Santiago Buitrago                                         | Colombie                                                  | Bahrain Victorious                                        | 10                                                        |
| 7e                                                        | Adam Yates                                                | Royaume-Uni                                               | UAE Team Emirates                                         | 9                                                         |
| 8e                                                        | Felix Gall                                                | Autriche                                                  | Decathlon-AG2R La Mondiale                                | 8                                                         |
| 9e                                                        | Matteo Jorgenson                                          | États-Unis                                                | Team Visma-Lease a Bike                                   | 7                                                         |
| 10e                                                       | Derek Gee                                                 | Canada                                                    | Israel-Premier Tech                                       | 6                                                         |
| 11e                                                       | Mikel Landa                                               | Espagne                                                   | Soudal Quick-Step                                         | 5                                                         |
| 12e                                                       | João Almeida                                              | Portugal                                                  | UAE Team Emirates                                         | 4                                                         |
| 13e                                                       | Simon Yates                                               | Royaume-Uni                                               | Team Jayco AlUla                                          | 3                                                         |
| 14e                                                       | Richard Carapaz                                           | Équateur                                                  | EF Education-EasyPost                                     | 2                                                         |
| 15e                                                       | Louis Meintjes                                            | Afrique du Sud                                            | Intermarché-Wanty                                         | 1                                                         |
| modifier                                                  |                                                           |                                                           |                                                           |                                                           |

### Cols et côtes
| Col du Tourmalet - Souvenir Jacques-Goddet (km 89,6) Hors catégorie (19,0 km à 7,4 %) | Col du Tourmalet - Souvenir Jacques-Goddet (km 89,6) Hors catégorie (19,0 km à 7,4 %) | Col du Tourmalet - Souvenir Jacques-Goddet (km 89,6) Hors catégorie (19,0 km à 7,4 %) | Col du Tourmalet - Souvenir Jacques-Goddet (km 89,6) Hors catégorie (19,0 km à 7,4 %) | Col du Tourmalet - Souvenir Jacques-Goddet (km 89,6) Hors catégorie (19,0 km à 7,4 %) |
| ------------------------------------------------------------------------------------- | ------------------------------------------------------------------------------------- | ------------------------------------------------------------------------------------- | ------------------------------------------------------------------------------------- | ------------------------------------------------------------------------------------- |
|                                                                                       | Coureur                                                                               | Pays                                                                                  | Équipe                                                                                | Point(s)                                                                              |
| 1er                                                                                   | Oier Lazkano                                                                          | Espagne                                                                               | Movistar Team                                                                         | 20                                                                                    |
| 2e                                                                                    | David Gaudu                                                                           | France                                                                                | Groupama-FDJ                                                                          | 15                                                                                    |
| 3e                                                                                    | Bruno Armirail                                                                        | France                                                                                | Decathlon-AG2R La Mondiale                                                            | 12                                                                                    |
| 4e                                                                                    | Ben Healy                                                                             | Irlande                                                                               | EF Education-EasyPost                                                                 | 10                                                                                    |
| 5e                                                                                    | Louis Meintjes                                                                        | Afrique du Sud                                                                        | Intermarché-Wanty                                                                     | 8                                                                                     |
| 6e                                                                                    | Michał Kwiatkowski                                                                    | Pologne                                                                               | Ineos Grenadiers                                                                      | 6                                                                                     |
| 7e                                                                                    | Alexey Lutsenko                                                                       | Kazakhstan                                                                            | Astana Qazaqstan Team                                                                 | 4                                                                                     |
| 8e                                                                                    | Sean Quinn                                                                            | États-Unis                                                                            | EF Education-EasyPost                                                                 | 2                                                                                     |
| modifier                                                                              |                                                                                       |                                                                                       |                                                                                       |                                                                                       |

| Hourquette d'Ancizan (km 123,4) 2e catégorie (8,2 km à 5,1 %) | Hourquette d'Ancizan (km 123,4) 2e catégorie (8,2 km à 5,1 %) | Hourquette d'Ancizan (km 123,4) 2e catégorie (8,2 km à 5,1 %) | Hourquette d'Ancizan (km 123,4) 2e catégorie (8,2 km à 5,1 %) | Hourquette d'Ancizan (km 123,4) 2e catégorie (8,2 km à 5,1 %) |
| ------------------------------------------------------------- | ------------------------------------------------------------- | ------------------------------------------------------------- | ------------------------------------------------------------- | ------------------------------------------------------------- |
|                                                               | Coureur                                                       | Pays                                                          | Équipe                                                        | Point(s)                                                      |
| 1er                                                           | David Gaudu                                                   | France                                                        | Groupama-FDJ                                                  | 5                                                             |
| 2e                                                            | Oier Lazkano                                                  | Espagne                                                       | Movistar Team                                                 | 3                                                             |
| 3e                                                            | Ben Healy                                                     | Irlande                                                       | EF Education-EasyPost                                         | 2                                                             |
| 4e                                                            | Michał Kwiatkowski                                            | Pologne                                                       | Ineos Grenadiers                                              | 1                                                             |
| modifier                                                      |                                                               |                                                               |                                                               |                                                               |

| \| Saint-Lary-Soulan - Pla d'Adet (km 151,9) Hors catégorie (10,6 km à 7,9 %) \| Saint-Lary-Soulan - Pla d'Adet (km 151,9) Hors catégorie (10,6 km à 7,9 %) \| Saint-Lary-Soulan - Pla d'Adet (km 151,9) Hors catégorie (10,6 km à 7,9 %) \| Saint-Lary-Soulan - Pla d'Adet (km 151,9) Hors catégorie (10,6 km à 7,9 %) \| Saint-Lary-Soulan - Pla d'Adet (km 151,9) Hors catégorie (10,6 km à 7,9 %) \| \| -------------------------------------------------------------------------- \| -------------------------------------------------------------------------- \| -------------------------------------------------------------------------- \| -------------------------------------------------------------------------- \| -------------------------------------------------------------------------- \| \| \| Coureur \| Pays \| Équipe \| Point(s) \| \| 1er \| Tadej Pogačar \| Slovénie \| UAE Team Emirates \| 20 \| \| 2e \| Jonas Vingegaard \| Danemark \| Team Visma-Lease a Bike \| 15 \| \| 3e \| Remco Evenepoel \| Belgique \| Soudal Quick-Step \| 12 \| \| 4e \| Carlos Rodríguez \| Espagne \| Ineos Grenadiers \| 10 \| \| 5e \| Giulio Ciccone \| Italie \| Lidl-Trek \| 8 \| \| 6e \| Santiago Buitrago \| Colombie \| Bahrain Victorious \| 6 \| \| 7e \| Adam Yates \| Royaume-Uni \| UAE Team Emirates \| 4 \| \| 8e \| Felix Gall \| Autriche \| Decathlon-AG2R La Mondiale \| 2 \| \| modifier \| \| \| \| \| |                   |             |                            |          |
| Saint-Lary-Soulan - Pla d'Adet (km 151,9) Hors catégorie (10,6 km à 7,9 %) |                   |             |                            |          |
| | Coureur           | Pays        | Équipe                     | Point(s) |
| 1er | Tadej Pogačar     | Slovénie    | UAE Team Emirates          | 20       |
| 2e | Jonas Vingegaard  | Danemark    | Team Visma-Lease a Bike    | 15       |
| 3e | Remco Evenepoel   | Belgique    | Soudal Quick-Step          | 12       |
| 4e | Carlos Rodríguez  | Espagne     | Ineos Grenadiers           | 10       |
| 5e | Giulio Ciccone    | Italie      | Lidl-Trek                  | 8        |
| 6e | Santiago Buitrago | Colombie    | Bahrain Victorious         | 6        |
| 7e | Adam Yates        | Royaume-Uni | UAE Team Emirates          | 4        |
| 8e | Felix Gall        | Autriche    | Decathlon-AG2R La Mondiale | 2        |
| modifier |                   |             |                            |          |

### Prix de la combativité
- Ben Healy (EF Education-EasyPost)

## Classements à l'issue de l'étape
Cette section présente le classement général et les différents classements annexes à l'issue de l'étape.

### Classement général
| Classement général | Classement général | Classement général | Classement général      | Classement général  |
|                    | Coureur            | Pays               | Équipe                  | Temps               |
| ------------------ | ------------------ | ------------------ | ----------------------- | ------------------- |
| 1er                | Tadej Pogačar      | Slovénie           | UAE Team Emirates       | en 56 h 42 min 39 s |
| 2e                 | Jonas Vingegaard   | Danemark           | Team Visma-Lease a Bike | + 1 min 57 s        |
| 3e                 | Remco Evenepoel    | Belgique           | Soudal Quick-Step       | + 2 min 22 s        |
| 4e                 | João Almeida       | Portugal           | UAE Team Emirates       | + 6 min 1 s         |
| 5e                 | Carlos Rodríguez   | Espagne            | Ineos Grenadiers        | + 6 min 9 s         |
| 6e                 | Mikel Landa        | Espagne            | Soudal Quick-Step       | + 7 min 17 s        |
| 7e                 | Adam Yates         | Royaume-Uni        | UAE Team Emirates       | + 8 min 32 s        |
| 8e                 | Giulio Ciccone     | Italie             | Lidl-Trek               | + 9 min 9 s         |
| 9e                 | Derek Gee          | Canada             | Israel-Premier Tech     | + 9 min 33 s        |
| 10e                | Matteo Jorgenson   | États-Unis         | Team Visma-Lease a Bike | + 10 min 35 s       |
| modifier           |                    |                    |                         |                     |

| Classement par points | Classement par points | Classement par points | Classement par points   | Classement par points |
| --------------------- | --------------------- | --------------------- | ----------------------- | --------------------- |
|                       | Coureur               | Pays                  | Équipe                  | Point(s)              |
| 1er                   | Biniam Girmay         | Érythrée              | Intermarché-Wanty       | 353 points            |
| 2e                    | Jasper Philipsen      | Belgique              | Alpecin-Deceuninck      | 277 pts               |
| 3e                    | Bryan Coquard         | France                | Cofidis                 | 147 pts               |
| 4e                    | Arnaud De Lie         | Belgique              | Lotto Dstny             | 142 pts               |
| 5e                    | Anthony Turgis        | France                | TotalEnergies           | 141 pts               |
| 6e                    | Jonas Abrahamsen      | Norvège               | Uno-X Mobility          | 133 pts               |
| 7e                    | Tadej Pogačar         | Slovénie              | UAE Team Emirates       | 116 pts               |
| 8e                    | Wout van Aert         | Belgique              | Team Visma-Lease a Bike | 114 pts               |
| 9e                    | Pascal Ackermann      | Allemagne             | Israel-Premier Tech     | 102 pts               |
| 10e                   | Fernando Gaviria      | Colombie              | Movistar Team           | 100 pts               |
| modifier              |                       |                       |                         |                       |

| Classement du meilleur grimpeur | Classement du meilleur grimpeur | Classement du meilleur grimpeur | Classement du meilleur grimpeur | Classement du meilleur grimpeur |
| ------------------------------- | ------------------------------- | ------------------------------- | ------------------------------- | ------------------------------- |
|                                 | Coureur                         | Pays                            | Équipe                          | Point(s)                        |
| 1er                             | Tadej Pogačar                   | Slovénie                        | UAE Team Emirates               | 56 points                       |
| 2e                              | Jonas Vingegaard                | Danemark                        | Team Visma-Lease a Bike         | 43 pts                          |
| 3e                              | Jonas Abrahamsen                | Norvège                         | Uno-X Mobility                  | 36 pts                          |
| 4e                              | Remco Evenepoel                 | Belgique                        | Soudal Quick-Step               | 30 pts                          |
| 5e                              | Oier Lazkano                    | Espagne                         | Movistar                        | 27 pts                          |
| 6e                              | Carlos Rodríguez                | Espagne                         | Ineos Grenadiers                | 22 pts                          |
| 7e                              | David Gaudu                     | France                          | Groupama-FDJ                    | 20 pts                          |
| 8e                              | Ben Healy                       | Irlande                         | EF Education-EasyPost           | 17 pts                          |
| 9e                              | Valentin Madouas                | France                          | Groupama-FDJ                    | 16 pts                          |
| 10e                             | Bruno Armirail                  | France                          | Decathlon-AG2R La Mondiale      | 12 pts                          |
| modifier                        |                                 |                                 |                                 |                                 |

| Classement général du meilleur jeune | Classement général du meilleur jeune | Classement général du meilleur jeune | Classement général du meilleur jeune | Classement général du meilleur jeune |
|                                      | Coureur                              | Pays                                 | Équipe                               | Temps                                |
| ------------------------------------ | ------------------------------------ | ------------------------------------ | ------------------------------------ | ------------------------------------ |
| 1er                                  | Remco Evenepoel                      | Belgique                             | Soudal Quick-Step                    | en 56 h 45 min 1 s                   |
| 2e                                   | Carlos Rodríguez                     | Espagne                              | Ineos Grenadiers                     | + 3 min 47 s                         |
| 3e                                   | Matteo Jorgenson                     | États-Unis                           | Team Visma-Lease a Bike              | + 8 min 13 s                         |
| 4e                                   | Santiago Buitrago                    | Colombie                             | Bahrain Victorious                   | + 8 min 52 s                         |
| 5e                                   | Ben Healy                            | Irlande                              | EF Education-EasyPost                | + 13 min 23 s                        |
| 6e                                   | Javier Romo                          | Espagne                              | Movistar Team                        | + 18 min 31 s                        |
| 7e                                   | Ilan Van Wilder                      | Belgique                             | Soudal Quick-Step                    | + 41 min 57 s                        |
| 8e                                   | Tobias Johannessen                   | Norvège                              | Uno-X Mobility                       | + 1 h 17 min 59 s                    |
| 9e                                   | Romain Grégoire                      | France                               | Groupama-FDJ                         | + 1 h 20 min 42 s                    |
| 10e                                  | Jordan Jegat                         | France                               | TotalEnergies                        | + 1 h 22 min 18 s                    |
| modifier                             |                                      |                                      |                                      |                                      |

| Classement par équipes | Classement par équipes     | Classement par équipes | Classement par équipes |
|                        | Équipe                     | Pays                   | Temps                  |
| ---------------------- | -------------------------- | ---------------------- | ---------------------- |
| 1re                    | UAE Team Emirates          | Émirats arabes unis    | en 170 h 20 min 36 s   |
| 2e                     | Soudal Quick-Step          | Belgique               | + 31 min 41 s          |
| 3e                     | Team Visma-Lease a Bike    | Pays-Bas               | + 32 min 8 s           |
| 4e                     | Ineos Grenadiers           | Royaume-Uni            | + 35 min 56 s          |
| 5e                     | Bahrain Victorious         | Bahreïn                | + 1 h 6 min 32 s       |
| 6e                     | Movistar Team              | Espagne                | + 1 h 17 min 43 s      |
| 7e                     | Lidl-Trek                  | États-Unis             | + 1 h 18 min 6 s       |
| 8e                     | EF Education-EasyPost      | États-Unis             | + 1 h 32 min 33 s      |
| 9e                     | Red Bull-Bora-Hansgrohe    | Allemagne              | + 1 h 41 min 51 s      |
| 10e                    | Decathlon-AG2R La Mondiale | France                 | + 1 h 53 min 30 s      |
| modifier               |                            |                        |                        |

## Abandons
Cinq coureurs ont abandonné : 
- Tom Pidcock (Ineos Grenadiers) : non partant (positif à la Covid-19[4])
- Louis Vervaeke (Soudal Quick-Step) : abandon
- Alberto Bettiol (EF Education-EasyPost) : abandon
- Guillaume Boivin (Israel-Premier Tech) : non partant
- Amaury Capiot (Arkéa-B&B Hotels) : abandon